# کرگدن (نمایش‌نامه)
کرگدن (به فرانسوی: Rhinocéros) نمایشنامه‌ای است در سه پرده اثر اوژن یونسکو، نمایشنامه‌نویس فرانسوی رومانیایی‌تبار که در سال ۱۹۵۹ نوشته شد. از این اثر به عنوان یکی از مهم‌ترین نمایشنامه‌های سده بیستم و در زُمره یکی از «نگین‌های تئاتر دنیا در تمام اعصار» یاد می‌شود.

## خلاصه نمایشنامه
در طول سه پرده نمایشنامه همه ساکنین شهر کوچکی در فرانسه به کرگدن تبدیل می‌شوند و تنها فردی که تسلیم این دگرگونی جمعی نمی‌شود، شخصیت اصلی داستان برنژه است، شخصیتی گیج و دستپاچه که در طول نمایشنامه به خاطر تأخیرها و نیز نوشیدن‌هایش مورد انتقاد قرار می‌گیرد. نمایشنامه به‌طور کلی پاسخی به وقایع بعد از جنگ جهانی دوم و دربردارنده موضوعاتی مانند پیروی از رسوم و عقاید، فرهنگ، فلسفه و اخلاقیات است. نمایشنامه به سه پرده تقسیم می‌شود و هر پرده صحنه‌ای از هجوم کرگدن‌ها را نشان می‌دهد. کرگدن آزاد باعث تعجب شخصیت‌ها می‌شود. ژان نمی‌تواند آنچه را که می‌بیند باور کند و می‌گوید: «نباید وجود داشته باشه». فروشنده فریاد می‌زند و همسرش با گربه‌ای خون آلود بیرون می‌آید: «ما نمی تونیم بذاریم گربه هامونو یا هر چیز دیگه‌ای از بین بره». شروع نمایشنامه با ترس افراد همراه است. مردم به کرگدن تبدیل می‌شوند. اولین مخالفت آغاز می‌شود، بوتار، مدیر مدرسه، خاطرنشان می‌سازد که «داستان پوچی» است. او باور نمی‌کند که کرگدن‌ها واقعی باشند. او با وجود این مخالفت‌ها خود نیز به کرگدن تغییر شکل می‌دهد. در ابتدا وجود کرگدن‌ها در شهر برای ژان مزاحمت ایجاد می‌کند، اما او در برابر چشمان مستأصل دوستش برنژه تبدیل به کرگدن می‌شود. ژان رنگ پریده و بی‌حال می‌شود، شاخی روی پیشانی اش درمی آید، به صدای بلند نفس می‌کشد. پوستش سخت‌تر و صدایش خشن می‌شود. نمی‌گذارد دوستش با دکتر تماس بگیرد، به اتاقش می‌رود و خود را محبوس می‌کند. مدعی است که هیچ چیز غیرعادی وجود ندارد: «کرگدن‌ها موجوداتی مثل ما هستن و مثل ما حق زندگی دارن». او به ناگهان اعتراض می‌کند: «انسانیت تموم شده، همتون یه مشت احساساتی مسخره هستین». در پایان همه به جز برنژه، دودار و دیزی به کرگدن تبدیل شده‌اند. دودار تبدیل را بی‌اهمیت می‌داند و به کرگدن تغییر شکل می‌دهد. برنژه و دیزی توافق می‌کنند که تبدیل نشوند، ازدواج کنند و نسل بشر را حفظ کنند. اما خیلی زود دیزی از «نجات دنیا» صرف نظر می‌کند و کرگدن را زیبا می‌بیند و تبدیل به کرگدن می‌شود. برنژه تصمیم می‌گیرد که تسلیم نشود: «من آخرین انسانم. تا آخرش می‌مونم.» و شروع به گریه می‌کند چراکه اگر بخواهد هم نمی‌تواند به کرگدن تبدیل شود.

## اجرای نمایش
کرگدن‌ها بارها در سراسر جهان از جمله ایران بر صحنه رفته‌است.
ژان لویی بارو نخستین کارگردان و بازیگر اصلی این نمایشنامه بوده‌است. او نخستین بار در ژانویه ۱۹۶۰ این نمایش را در پاریس بر صحنه برد و نقش برنژه را بازی کرد. در ۱۹۷۸ شماره ۹۷ دفترهای رونو-بارو چاپ انتشارات گالیمار را به این اثر اختصاص داد که در آن مقالاتی از آلبرت شولز ولینگهوسن، احمد کامیابی مسک و دیگران به چاپ رسید. این نمایشنامه چند ماه پس از نخستین اجرا در ژانویه، در آوریل سال ۱۹۶۰ نیز با کارگردانی اورسن ولز و بازی لارنس الیویه، مایکل بیتس، مایلز مالسون، پیتر سالیس و جوآن پلورایت در لندن به روی صحنه رفت.
اجراهای متعددی از این نمایش در ایران بر صحنه رفته‌است. از آن میان: حمید سمندریان این نمایش را با نام «کرگدن» در سال ۱۳۵۰ در تالار فردوسی دانشکده ادبیات و علوم انسانی دانشگاه تهران اجرا کرد. با وجود فشارهای زیاد برای متوقف کردن این تئاتر، فرح پهلوی دخالت کرد و گفت: «اصلا چکار دارید، بگذارید کارشان را انجام دهند، مگر ما کرگدن هستیم؟» فرهاد آئیش در ۱۳۸۷ این نمایش را در تئاتر شهر بر صحنه برد.

## فیلم
در سال ۱۹۷۴ بر اساس این نمایشنامه فیلمی به کارگردانی تام او-هِرگان و نویسندگی جولین بری و با بازی زیرو موستل، جین وایلدر و کارن بلک تهیه شد مدت این فیلم ۱۰۴ دقیقه بود که در ۲۱ ژانویه ۱۹۷۴ به نمایش عمومی درآمد.
فیلم مستندی نیز با نام کرگدن‌ها و ناکرگدن‌ها به کارگردانی محسن زمانی به این نمایش و ارتباط یونسکو و ایدئولوژی آلمان نازی می‌پردازد.

## ترجمه‌ها
پنج ترجمه فارسی از این نمایشنامه به چاپ رسیده‌است. احمد کامیابی مسک این نمایشنامه را با نام «کرگدن‌ها» و با اجازه نویسنده به فارسی برگردانده است. این اثر پیش‌تر با نام «کرگدن» ترجمه شده بود. جلال آل احمد، پری صابری و مدیا کاشیگر مترجمان پیشین این نمایشنامه هستند. همچنین محمد حیاتی از نشر راه معاصر و سحر داوری نیز اخیراً این نمایشنامه را برای چندمین بار ترجمه کرده‌اند.